# Tim LaHaye
Tim LaHaye o Timothy Francis LaHaye (Detroit; 27 de abril de 1926-25 de julio de 2016) fue un pastor bautista y escritor estadounidense. 

## Biografía
Timothy Francis LaHaye nació el 27 de abril de 1926 en Detroit, Míchigan de Frank LaHaye y Margaret LaHaye. La muerte de su padre a la edad de nueve años lo sorprendió, pero se sintió alentado por la palabra de un pastor en el funeral que dijo que cuando Jesucristo regrese, los creyentes muertos resucitarían. En 1944 se alistó en las Fuerzas Aéreas del Ejército de los Estados Unidos, después de completar la escuela nocturna. En 1947 se casó con Beverly Ratcliffe. Estudió en la Universidad Bob Jones y obtuvo una Licenciatura en Artes en 1950.

### Ministerio
Se desempeñó como pastor en Pumpkintown en Condado de Pickens (Carolina del Sur). En 1950 fue pastor de una iglesia bautista en Minneapolis hasta 1956. Después de eso se mudó a San Diego, donde fue pastor de la Iglesia Bautista Scott Memorial (ahora llamada Shadow Mountain Community Church) de 1956 a 1981. En 1971, fundó Christian Heritage College, ahora conocido como San Diego Christian College. En 1972, ayudó a establecer el Institute for Creation Research en El Cajon, con Henry M. Morris. En 1976, escribió el libro El acto matrimonial: La belleza del amor sexual con su esposa Beverly. En 1977, recibió un Doctorado en ministerio del Western Seminary. En 1979, animó a Jerry Falwell a fundar la Mayoría Moral y sirvió en su junta. En 1995, debutó la serie de 16 libros "Left Behind" con el escritor Jerry B. Jenkins.

## Fallecimiento
LaHaye murió el 25 de julio de 2016 de un derrame cerebral a la edad de 90 años en la ciudad de San Diego.

## Premios
En 2005, fue nombrado uno de los 25 evangélicos más influyentes de Estados Unidos por Time Magazine por sus libros "Left Behind". Recibió un doctorado honoris causa en Literatura de Liberty University.